# Handball-FDGB-Pokal 1987/88
Der Handball-FDGB-Pokal der Herren wurde mit der Saison 1987/88 zum 18. Mal ausgetragen. Der SC Empor Rostock verteidigte seinen Titel aus dem Vorjahr und errang seinen vierten Pokalgewinn in Folge. Dabei schlugen die Rostocker, am Schlusstag der Endrunde im entscheidenden Spiel der noch ungeschlagenen Mannschaften, den SC Dynamo Berlin und sicherten sich die Teilnahme am Europapokal der Pokalsieger.

## Teilnehmende Mannschaften
Für den FDGB-Pokal hatten sich folgende 64 Mannschaften qualifiziert:
| DDR-Oberliga die 10 Vereine der Saison 1987/88 | DDR-Liga die 24 Vereine der Saison 1987/88 | Bezirksvertreter die 25 Vereine aus der Saison 1986/87 (Meister, Pokalsieger bzw. Pokalfinalisten) die 5 DDR-Liga Absteiger der Saison 1986/87 |
| - SC Empor Rostock (TV) - ASK Vorwärts Frankfurt/O. - SC Magdeburg - SC Leipzig - SC Dynamo Berlin - SG Dynamo Halle-Neustadt - BSG Motor Eisenach - BSG Post Schwerin - BSG SVKE Britz - BSG Wismut Aue (TV) – Titelverteidiger | Staffel Nord - SG Stahl Brandenburg/Kirchmöser - SC Dynamo Berlin II - ASK Vorwärts Frankfurt/O. II - SG Lok/Motor Süd-Ost Magdeburg - SG Dynamo/Motor Staßfurt - BSG Chemie Premnitz - SC Empor Rostock II - BSG Stahl Eisenhüttenstadt - HG 85 Köthen - BSG ZAB Dessau - BSG Motor Stralsund - BSG EAW Treptow Staffel Süd - BSG Grubenlampe Zwickau - BSG Chemie Piesteritz - SG Dynamo Mitte/EGS Suhl - SC Leipzig II - ASG Offiziershochschule Löbau - SG Dynamo Halle-Neustadt II - HSG Wissenschaft Freiberg - SC Magdeburg II - BSG Lokomotive RAW Cottbus - BSG Lokomotive Hoyerswerda - BSG Motor Hermsdorf - BSG Motor Eisenach II | - Bezirk Rostock BSG Einheit Heringsdorf BSG Schiffahrt/Hafen Rostock - Bezirk Schwerin BSG Lokomotive Bützow ASG Vorwärts Hagenow - Bezirk Neubrandenburg BSG Einheit/Sirokko Neubrandenburg BSG Einheit/Sirokko Neubrandenburg II - Bezirk Potsdam BSG Motor Hennigsdorf HSG PH Potsdam BSG Chemie Premnitz II - Ost-Berlin SG Dynamo „Dr. Kurt Fischer“ Berlin BSG Ausbau Berlin - Bezirk Frankfurt (Oder) BSG Einheit Grünheide BSG Schichtpresstoffwerk Bernau - Bezirk Magdeburg BSG Post Magdeburg BSG Traktor Langenweddingen - Bezirk Halle BSG Einheit Halle-Neustadt BSG Motor Bernburg - Bezirk Leipzig BSG LVB Leipzig BSG Motor Nord Leipzig BSG Lokomotive Delitzsch - Bezirk Cottbus BSG Chemie “W.-P.-St.” Guben - Bezirk Dresden SG Dynamo „Artur Becker“ Dresden BSG Lokomotive Dresden ASG Offiziershochschule Löbau II - Bezirk Karl-Marx-Stadt BSG Motor Meerane BSG Motor Spinnereimaschinenbau Karl-Marx-Stadt - Bezirk Erfurt BSG Obertrikotagen Apolda - Bezirk Gera BSG Wismut Ronneburg - Bezirk Suhl BSG Traktor Breitungen BSG Chemie IW Ilmenau |

## Modus
In sechs Runden, die alle im K.-o.-System ausgespielt wurden, wurde der sechste Teilnehmer für das Endrunden-Turnier ermittelt. An der ersten Hauptrunde nahmen die Mannschaften aus der Handball-DDR-Liga und die qualifizierten Bezirksvertreter teil. Ab der zweiten Hauptrunde kamen dann die fünf Betriebssportgemeinschaften bzw. Sportgemeinschaften aus der Handball-DDR-Oberliga dazu. Die Auslosung erfolgte in beiden Runden nach möglichst territorialen Gesichtspunkten und brachte in der 1. Hauptrunde den Bezirksvertretern einen Heimvorteil gegenüber höherklassigen Mannschaften. Ab der 3. Hauptrunde wurde dann frei gelost. Im Endrunden-Turnier, welches im Modus „Jeder gegen Jeden“ ausgetragen wurde, traf der Qualifikationssieger auf die gesetzten fünf Sportclub Mannschaften aus der DDR-Oberliga.

## 1. Hauptrunde
| Datum            |                                                 | Ergebnis    |                                     |
| ---------------- | ----------------------------------------------- | ----------- | ----------------------------------- |
| Do 03.09., 20:00 | BSG Einheit Grünheide                           | 37:39 n. V. | BSG EAW Treptow                     |
| Sa 12.09., 14:00 | BSG Einheit/Sirokko Neubrandenburg II           | 25:28       | SG Dynamo „Dr. Kurt Fischer“ Berlin |
| Sa 12.09., 15:30 | BSG Lokomotive Delitzsch                        | 26:22       | SG Dynamo „Artur Becker“ Dresden    |
| Sa 12.09., 15:30 | BSG Motor Spinnereimaschinenbau Karl-Marx-Stadt | 27:26       | BSG LVB Leipzig                     |
| Sa 12.09., 15:30 | BSG Wismut Ronneburg                            | 19:25       | ASG Offiziershochschule Löbau       |
| Sa 12.09., 15:30 | BSG Obertrikotagen Apolda                       | 12:23       | SG Dynamo Mitte/EGS Suhl            |
| Sa 12.09., 15:30 | BSG Chemie IW Ilmenau                           | 17:30       | SC Leipzig II                       |
| Sa 12.09., 15:30 | BSG Schichtpresstoffwerk Bernau                 | 19:33       | BSG Lokomotive RAW Cottbus          |
| Sa 12.09., 15:30 | ASG Offiziershochschule Löbau II                | 13:21       | HSG Wissenschaft Freiberg           |
| Sa 12.09., 15:30 | BSG Motor Bernburg                              | 18:26       | SG Dynamo/Motor Staßfurt            |
| Sa 12.09., 15:30 | BSG Traktor Langenweddingen                     | 19:20       | BSG Chemie Piesteritz               |
| Sa 12.09., 15:30 | BSG Schiffahrt/Hafen Rostock                    | 16:24       | SC Dynamo Berlin II                 |
| Sa 12.09., 15:30 | ASG Vorwärts Hagenow                            | 16:24       | BSG Motor Stralsund                 |
| Sa 12.09., 15:30 | BSG Chemie Premnitz II                          | 14:29       | BSG Stahl Eisenhüttenstadt          |
| Sa 12.09., 15:30 | BSG Ausbau Berlin                               | 19:23       | BSG Chemie Premnitz                 |
| Sa 12.09., 15:30 | BSG Einheit Halle-Neustadt                      | 21:25       | BSG Grubenlampe Zwickau             |
| Sa 12.09., 15:30 | BSG Motor Nord Leipzig                          | 26:31       | SG Dynamo Halle-Neustadt II         |
| Sa 12.09., 15:30 | BSG Lokomotive Dresden                          | 16:22       | BSG Lokomotive Hoyerswerda          |
| Sa 12.09., 15:30 | BSG Motor Meerane                               | 26:33       | BSG Motor Eisenach II               |
| Sa 12.09., 15:30 | BSG Traktor Breitungen                          | 25:27       | BSG Motor Hermsdorf                 |
| Sa 12.09., 15:30 | HSG PH Potsdam                                  | 21:23       | SC Magdeburg II                     |
| Sa 12.09., 15:30 | BSG Post Magdeburg                              | 19:30       | BSG ZAB Dessau                      |
| Sa 12.09., 15:30 | BSG Einheit/Sirokko Neubrandenburg              | 23:20       | BSG Motor Hennigsdorf               |
| Sa 12.09., 15:30 | SG Stahl Brandenburg/Kirchmöser                 | 26:18       | SC Empor Rostock II                 |
| Sa 12.09., 15:30 | SG Lok/Motor Süd-Ost Magdeburg                  | 21:19       | HG 85 Köthen                        |
| Sa 12.09., 15:30 | BSG Chemie “W.-P.-St.” Guben                    | :           | ASK Vorwärts Frankfurt/O. II        |
| 0                | BSG Lokomotive Bützow                           | 24:21       | BSG Einheit Heringsdorf             |

## 2. Hauptrunde
| Datum            |                                                 | Ergebnis |                                    |
| ---------------- | ----------------------------------------------- | -------- | ---------------------------------- |
| Sa 24.10., 14:00 | SC Dynamo Berlin II                             | 25:17    | BSG Einheit/Sirokko Neubrandenburg |
| Sa 24.10., 14:00 | SC Magdeburg II                                 | 18:15    | BSG Chemie Premnitz                |
| Sa 24.10., 14:00 | SG Dynamo „Dr. Kurt Fischer“ Berlin             | 24:27    | BSG Lokomotive RAW Cottbus         |
| Sa 24.10., 14:00 | BSG Grubenlampe Zwickau                         | 21:16    | BSG Lokomotive Delitzsch           |
| Sa 24.10., 15:30 | ASK Vorwärts Frankfurt/O. II                    | 23:27    | BSG SVKE Britz                     |
| Sa 24.10., 15:30 | BSG Lokomotive Hoyerswerda                      | 12:20    | BSG Post Schwerin                  |
| Sa 24.10., 15:30 | BSG Motor Hermsdorf                             | 20:27    | BSG ZAB Dessau                     |
| Sa 24.10., 15:30 | BSG EAW Treptow                                 | 18:24    | SG Stahl Brandenburg/Kirchmöser    |
| Sa 24.10., 15:30 | SG Dynamo Mitte/EGS Suhl                        | 28:23    | BSG Wismut Aue                     |
| Sa 24.10., 15:30 | BSG Motor Spinnereimaschinenbau Karl-Marx-Stadt | 22:26    | BSG Motor Eisenach                 |
| Sa 24.10., 15:30 | BSG Chemie Piesteritz                           | 20:17    | HSG Wissenschaft Freiberg          |
| Sa 24.10., 15:30 | BSG Motor Eisenach II                           | 24:29    | SG Dynamo Halle-Neustadt           |
| Sa 24.10., 15:30 | ASG Offiziershochschule Löbau                   | 28:23    | SG Lok/Motor Süd-Ost Magdeburg     |
| Sa 24.10., 15:30 | SG Dynamo Halle-Neustadt II                     | 34:27    | SC Leipzig II                      |
| Sa 24.10., 15:30 | BSG Motor Stralsund                             | 23:22    | BSG Lokomotive Bützow              |
| 0                | BSG Stahl Eisenhüttenstadt                      | [ H2 1 ] | SG Dynamo/Motor Staßfurt           |

1. ↑  Spiel wurde für Stahl Eisenhüttenstadt gewertet

## 3. Hauptrunde
| Datum            |                               | Ergebnis |                                 |
| ---------------- | ----------------------------- | -------- | ------------------------------- |
| Mi 11.11., 17:30 | BSG Lokomotive RAW Cottbus    | 18:23    | SC Dynamo Berlin II             |
| Mi 18.11., 17:30 | SG Dynamo Halle-Neustadt      | 27:21    | SG Stahl Brandenburg/Kirchmöser |
| Do 19.11., 17:30 | BSG Post Schwerin             | 25:21    | BSG SVKE Britz                  |
| Sa 21.11., 15:30 | ASG Offiziershochschule Löbau | 26:21    | SC Magdeburg II                 |
| Sa 21.11., 15:30 | BSG Motor Eisenach            | 28:25    | BSG Motor Stralsund             |
| Sa 21.11., 15:30 | BSG Chemie Piesteritz         | 24:18    | SG Dynamo Mitte/EGS Suhl        |
| Sa 21.11., 15:30 | BSG ZAB Dessau                | 33:24    | SG Dynamo Halle-Neustadt II     |
| So 06.12., 11:30 | BSG Grubenlampe Zwickau       | 26:17    | BSG Stahl Eisenhüttenstadt      |

## 4. Hauptrunde
| Datum            |                          | Ergebnis |                               |
| ---------------- | ------------------------ | -------- | ----------------------------- |
| Do 21.01., 17:00 | BSG Motor Eisenach       | 23:21    | BSG Post Schwerin             |
| Sa 23.01., 15:30 | SC Dynamo Berlin II      | 27:22    | ASG Offiziershochschule Löbau |
| Sa 23.01., 15:30 | SG Dynamo Halle-Neustadt | 23:18    | BSG ZAB Dessau                |
| Sa 23.01., 15:30 | BSG Grubenlampe Zwickau  | 20:19    | BSG Chemie Piesteritz         |

## 5. Hauptrunde
| Datum            |                          | Ergebnis |                         |
| ---------------- | ------------------------ | -------- | ----------------------- |
| Sa 05.03., 15:30 | SG Dynamo Halle-Neustadt | 24:19    | SC Dynamo Berlin II     |
| Sa 05.03., 15:30 | BSG Motor Eisenach       | 22:14    | BSG Grubenlampe Zwickau |

## 6. Hauptrunde
|                          | Gesamt |                    | Hinspiel | Rückspiel   |
| ------------------------ | ------ | ------------------ | -------- | ----------- |
| SG Dynamo Halle-Neustadt | 55:57  | BSG Motor Eisenach | 28:24    | 27:33 n. V. |

 Qualifikant für das Endrunden-Turnier

## Endrunde
Die Endrunde fand vom 15. bis 19. Juni 1988 in der Rostocker Sport- und Kongresshalle statt.

### Spiele
1. Spieltag:
| Datum            |                           | Ergebnis |                    |
| ---------------- | ------------------------- | -------- | ------------------ |
| Mi 15.06., 15:30 | SC Dynamo Berlin          | 24:19    | SC Leipzig         |
| Mi 15.06., 17:30 | ASK Vorwärts Frankfurt/O. | 19:28    | SC Empor Rostock   |
| Mi 15.06., 18:45 | SC Magdeburg              | 27:21    | BSG Motor Eisenach |

2. Spieltag:
| Datum            |                    | Ergebnis |                           |
| ---------------- | ------------------ | -------- | ------------------------- |
| Do 16.06., 16:15 | BSG Motor Eisenach | 24:25    | SC Empor Rostock          |
| Do 16.06., 17:30 | SC Dynamo Berlin   | 29:22    | ASK Vorwärts Frankfurt/O. |
| Do 16.06., 18:45 | SC Magdeburg       | 20:16    | SC Leipzig                |

3. Spieltag:
| Datum            |                    | Ergebnis |                           |
| ---------------- | ------------------ | -------- | ------------------------- |
| Fr 17.06., 16:15 | BSG Motor Eisenach | 20:24    | SC Dynamo Berlin          |
| Fr 17.06., 17:30 | SC Empor Rostock   | 30:19    | SC Magdeburg              |
| Fr 17.06., 18:45 | SC Leipzig         | 19:19    | ASK Vorwärts Frankfurt/O. |

4. Spieltag:
| Datum            |                           | Ergebnis |                    |
| ---------------- | ------------------------- | -------- | ------------------ |
| Sa 18.06., 14:30 | ASK Vorwärts Frankfurt/O. | 22:18    | BSG Motor Eisenach |
| Sa 18.06., 15:45 | SC Dynamo Berlin          | 25:25    | SC Magdeburg       |
| Sa 18.06., 17:00 | SC Empor Rostock          | 18:17    | SC Leipzig         |

5. Spieltag:
| Datum            |                  | Ergebnis |                           |
| ---------------- | ---------------- | -------- | ------------------------- |
| So 19.06., 09:30 | SC Leipzig       | 18:14    | BSG Motor Eisenach        |
| So 19.06., 10:45 | SC Empor Rostock | 30:26    | SC Dynamo Berlin          |
| So 19.06., 12:00 | SC Magdeburg     | 17:29    | ASK Vorwärts Frankfurt/O. |

### Abschlusstabelle
| Pl. | Mannschaft                | Sp. | S | U | N | Tore    | Diff. | Punkte |
| --- | ------------------------- | --- | - | - | - | ------- | ----- | ------ |
| 1.  | SC Empor Rostock          | 5   | 5 | 0 | 0 | 131:105 | +26   | 10:0   |
| 2.  | SC Dynamo Berlin          | 5   | 3 | 1 | 1 | 128:116 | +12   | 07:30  |
| 3.  | ASK Vorwärts Frankfurt/O. | 5   | 2 | 1 | 2 | 111:111 | ±0    | 05:50  |
| 4.  | SC Magdeburg              | 5   | 2 | 1 | 2 | 108:121 | −13   | 05:50  |
| 5.  | SC Leipzig                | 5   | 1 | 1 | 3 | 089:950 | −6    | 03:70  |
| 6.  | BSG Motor Eisenach        | 5   | 0 | 0 | 5 | 097:116 | −19   | 0:10   |

Platzierungskriterien: 1. Punkte – 2. Direkter Vergleich (Punkte, Tordifferenz, geschossene Tore) – 3. Tordifferenz – 4. geschossene Tore

### FDGB-Pokalsieger
| 1.                        | SC Empor Rostock |
| ------------------------- | --- |
| Logo vom SC Empor Rostock | - Tor: Jürgen Rohde, Andreas Rohde - Feldspieler: Stephan Garbe (16/–), Rüdiger Borchardt (34/11), Frank-Michael Wahl (19/4) , Holger Langhoff (10/–), Matthias Hahn (14/–), Tilo Strauch (16/–), Holger Schneider (20/1), Udo Dreyer (1/–), Norbert Gregorz (1/–), Michael Wegner, Heiko Ganschow – (Tore/7 m) - Trainer: Reiner Ganschow |

### Torschützenliste
Torschützenkönig des Endturniers wurde Rüdiger Borchardt vom SC Empor Rostock mit 34 Toren.
|     | Spieler           | Mannschaft                | Tore / 7m |
| --- | ----------------- | ------------------------- | --------- |
| 01. | Rüdiger Borchardt | SC Empor Rostock          | 34 / 11   |
| 02. | Jörg Sonnefeld    | SC Dynamo Berlin          | 28 / 10   |
| 03. | Frank Gießler     | BSG Motor Eisenach        | 26 / 05   |
| 04. | Andreas Neitzel   | SC Dynamo Berlin          | 24 / 0–   |
| 05. | Jens Fiedler      | SC Magdeburg              | 22 / 06   |
| 06. | Ralf Bausch       | SC Leipzig                | 21 / 09   |
| 07. | Andreas Nagora    | ASK Vorwärts Frankfurt/O. | 20 / 0–   |
| 07. | Holger Schneider  | SC Empor Rostock          | 20 / 01   |
| 07. | Heiko Triepel     | SC Magdeburg              | 20 / 01   |
| 07. | Andreas Tam       | ASK Vorwärts Frankfurt/O. | 20 / 02   |